# Bernhard von Rohr
Bernhard von Rohr (* 1421 in Kremsmünster, Oberösterreich; † 21. März 1487 in Tittmoning) war Erzbischof von Salzburg. Seine Eltern waren Wilhelm von Rohr und Barbara Kuchler.

## Leben

### Jugend
Das Geschlecht der Herren von Rohr besaß nach dem Verlust der Herrschaft Rohr (bei Kremsmünster) die Stammburg Leonstein (siehe Schloss Leonstein) an der Steyr. Bernhard von Rohr war zuerst Chorherr zu Sankt Pölten und wurde dann Domherr und Stadtpfarrer von Salzburg. Er liebte zeitlebens den Prunk und die Freuden der gepflegten Küche. Er wird von Zeitgenossen als wol hofflich, sanfftmietig, arbaitsam beschrieben, war dabei aber oft sehr launisch und lebte keineswegs zölibatär (er war des wollusts begierig). Er richtete sogar das 1483 aufgelassene Domfrauenkloster, in das er vom Bischofssitz über einen verdeckten Gang gelangen konnte, als Wohnung für seine Konkubinen ein.

### Bernhard von Rohr als Erzbischof
Zum Erzbischof wurde er am 25. Februar 1466 gewählt. Der Erzbischof erhöhte angesichts hoher Schulden des Fürsterzbistums die Steuern, wogegen die Salzburger erfolglos protestierten.
Anfangs war seine Politik innenpolitisch und außenpolitisch sehr erfolgreich. Überschattet wurde seine Regentschaft durch die verheerenden Türkenraubzüge, durch Pestepidemien, eine Heuschreckenplage und große Fehden. Dem besonderen Freund künstlerisch wertvoller Bücher verdankt die Salzburger Universitätsbibliothek eine bedeutende Anzahl prächtiger Handschriften und Wiegendrucke.
1471 nahm er am Regensburger Reichstag teil, wo in der Zeit der steten Türkengefahr dringend Beschlüsse gefasst werden sollten.
Im Jahr 1475 traute er in Landshut den bayerischen Herzog Georg den Reichen mit Hedwig Jagiellonica, der Tochter des polnischen Königs Kasimir IV. Jagiello.
In der zweiten Hälfte der 1470er Jahre befestigte er die Festung Hohensalzburg stark mit modernen Wehrbauten für eine Verteidigung gegen Angriffe mit Artillerie. Der damals erbaute Schlangengang im Osten des Burgmauerringes prägt bis heute das Bild der Wahranlage. Auch ließ er die alte Ringmauer erhöhen und errichtete im Süden vorgelagert die nach ihm benannte Bernhard-von-Rohr-Bastei mit ihrer Zinnenkrone, samt einem später wieder versperrten Fluchtweg ins Nonntal. Von den Bürgern der Stadt wurde damals zudem die Bürgerwehr auf dem Mönchsberg errichtet, im Lungau ebenso die Ringmauer um die Wallfahrtskirche St. Leonhard.
Zwistigkeiten mit dem Abt von St. Peter in Salzburg, mit dem Dompropst Kaspar von Stubenberg, aber auch mit Kaiser Friedrich III. und dem Papst (wegen der Bistümer Gurk und Freising) und die Wirren in Österreich verleideten ihm die Regierungsarbeit und führten 1478 zur spontanen Abdankung zu Gunsten des kaiserlichen Parteigängers und Bischofs von Gran Johann Beckenschlager.
Die vorschnelle Resignation bereute Bernhard von Rohr bald und widerrief seine Zusage. Der Kaiser war daraufhin ungehalten und erhöhte den Druck auf den Erzbischof. Er trieb so den Fürsterzbischof dazu, ein Bündnis mit dem kaiserfeindlichen ungarischen König Matthias Corvinus einzugehen und räumte dabei im Vertrag von 1479 dem Ungarnkönig seine Burgen in Kärnten und der Steiermark ein, was zu langen und blutigen bürgerkriegsähnlichen Unruhen führte. Erst am 14. Jänner 1482 dankte Bernhard von Rohr als regierender Fürst endgültig ab, behielt aber lebenslang den Titel eines Fürsterzbischofs von Salzburg.
Sein Rücktritt und die Ernennung von Johann Beckenschlager zum Erzbischof führte zu neuen Spannungen: Bayrische Parteigänger wollten die Ernennung von Johann Beckenschlager nicht hinnehmen und förderten maßgeblich die Wahl eines Gegenerzbischofs durch die Salzburger Domherren: Christoph Ebran von Wildenberg, maßgebliche Schlüsselfigur der Salzburger Diplomatie. Ebran von Wildenberg wurde vom Papst nie anerkannt, er konnte sich in der Folge als Gegenerzbischof nicht durchsetzen und wurde vom Papst exkommuniziert.
Bernhard von Rohr übernahm zur teilweisen Abgeltung der vereinbarten Entschädigungssumme als Administrator das Bistum Wien, musste dieses aber nach wenigen Monaten aufgeben, nachdem Matthias Corvinus Wien erobert hatte und nun das Amt mit seinem Vertrauensmann besetzte. Bernhard von Rohr zog sich endgültig in die Burg Tittmoning zurück, wo er wenig beachtet am 21. März 1487 an einem Schlaganfall („Schlagfluss“) starb.